# Louis Angely
Louis Angely, född 1 februari 1787 och död 16 november 1835, var en tysk skådespelare och lustspelsförfattare.
Angely var en populär komiker, 1822-30 i Berlin, och skrev omtyckta lustspel och vådeviller, bland annat 7 Mädchen in Uniform (svensk översättning "Nya Garnisonen 1830), även bearbetningar från franskan.